# Інститут астрофізики імені Макса Планка
Інститут астрофізики імені Макса Планка (нім. Max-Planck-Institut für Astrophysik, MPA) — науково-дослідний інститут у місті Гархінг, Німеччина. Він є частиною товариства Макса Планка.
Інститут астрофізики імені Макса Планка було засновано як Інститут фізики та астрофізики Макса Планка в 1958 році та розділено на Інститут астрофізики імені Макса Планка та Інститут фізики імені Макса Планка в 1991 році. У 1995 році група чисельної теорії відносності перейшла до Інституту гравітаційної фізики імені Макса Планка.
MPA є одним із кількох Інститутів Макса Планка, які спеціалізуються на астрономії та астрофізиці. Інші — Інститут позаземної фізики Товариства Макса Планка в Гархінзі (розташований поруч із MPA), Інститут астрономії імені Макса Планка в Гейдельберзі, Інститут радіоастрономії імені Макса Планка в Бонні, Інститут дослідження Сонячної системи Макса Планка в Геттінгені та Інститут гравітаційної фізики Макса Планка (він же Інститут Альберта Ейнштейна) у Голмі.
Інститут розташований поруч із Інститутом позаземної фізики Товариства Макса Планка, а також штаб-квартирою Європейської південної обсерваторії. Він також тісно співпрацює з Мюнхенським університетом Людвіга-Максиміліана та Мюнхенським технічним університетом.
У будь-який момент часу в інституті працює близько 50 науковців, навчаються понад 30 аспірантів і гостюють близько 20 запрошених науковців (в кожному році близько 60 відвідувачів залишаються довше, ніж на 2 тижні).
Станом на 2021 рік чотирма директорами MPA є Сельма де Мінк, Гіневера Кауфманн, Ейчиро Коматсу і Фолькер Шпрингель.
Попередні директори: Людвіг Бірманн (1958—1975), Рудольф Кіппенхан (1975—1991), Саймон Вайт (1994—2019), Рашид Сюняєв (1995—2018), Вольфганг Хіллебрандт (1997—2009) і Мартін Асплунд (2007—2011).
При інституті діє Міжнародна дослідницька школа Макса Планка (IMPRS, англ. The International Max Planck Research School) з астрофізики, яка готує докторів філософії з астрофізики. Школа співпрацює з Мюнхенським університетом Людвіга-Максиміліана.